# Emily Perkins
Emily Jean Perkins (Vancouver (Brits-Columbia), 4 mei 1977) is een Canadese actrice die veelal verschijnt in Amerikaanse producties. Zo speelde ze de rol van Sue Lewis in de serie Da Vinci's Inquest en speelde de jonge versie van Beverly Marsh in Stephen Kings IT. Ze speelde hoofdrollen in de Ginger Snaps-films, waarin zij samen met Katharine Isabelle speelde.

## Filmografie
- Pennywise: The Story of It (documentaire, 2021) - Haarzelf
- Extraterrestrial - Nancy (2014)
- Hiccups; televisieserie - Crystal Braywood (26 afl., 2010-2011)
- Repeaters - Jumper (2010)
- Blood: A Butcher's Tale - Gothic meisje (2010)
- Supernatural; televisieserie - Becky Rosen-Winchester (4 afl., 2009-2019)
- Another Cinderella Story - Britt (2008)
- Juno - Punk receptioniste (2007)
- She's The Man - Eunice Bates (2006)
- Da Vinci's Inquest; televisieserie - Sue Lewis (35 afl., 1998-2005)
- Dead Like Me; televisieserie - Josie Feldman (afl., Haunted, 2004)
- Ginger Snaps Back: The Beginning (2004) - Brigitte 'B' Fitzgerald
- Ginger Snaps: Unleashed (2004) - Brigitte 'B' Fitzgerald
- The Twilight Zone; televisieserie - Dina (afl., Night Route, 2002)
- Insomnia (2002) - Meid op begrafenis
- Mentors; televisieserie; - Mary Shelley (afl., Transition, 2002)
- Prozac Nation (2001) - Ellen
- Christy, Choices of the Heart, Part II: A New Beginning (miniserie, 2001) - Zady Spencer
- Christy, Choices of the Heart, Part I: A Change of Seasons (miniserie, 2001) - Zady Spencer
- Christy: The Movie (televisiefilm, 2000) - Zady Spencer
- Ginger Snaps (2000) - Brigitte 'B' Fitzgerald
- Past Perfect (1998) - Karen 'Shy Girl' Daniels
- The X Files Dara Kernoff/Paula Koklos/Roberta Dyer (afl., All Souls, 1998)
- In Cold Blood (Mini-serie, 1996) - Kathy Ewalt
- Moment of Truth: Broken Pledges (televisiefilm, 1994) - Suzanne Stevens
- Woman on the Ledge (televisiefilm, 1993) - Abby
- Miracle on Interstate 880 (televisiefilm, 1993) - Desiree Helm
- The Odyssey; televisieserie - Tower Council Member (afl., Welcome to the Tower, 1993)
- IT (miniserie, 1990) - Beverly 'Bev' Marsh, leeftijd 12
- Mom P.I.; televisieserie - Marie Sullivan (afl. onbekend, 1990)
- Small Sacrifices (televisiefilm, 1989) - Karen Downs
- Little Golden Bookland (televisiefilm, 1989) - Katy Caboose (Voice-over)

- Bibliothèque nationale de France: cb14071926k (data)
- Gemeinsame Normdatei: 1024579948
- International Standard Name Identifier: 0000 0001 1930 6673
- Library of Congress Control Number: no2002033455
- Nationale Bibliotheek van Tsjechië: pna2007389398
- Virtual International Authority File: 85118877
- WorldCat: E39PBJhd8gVV79QjFQ8wrTQQbd